# João Victor Saraiva

João Vítor Tavares Saraiva OIH • ComIH, conhecido como Madjer (Luanda, Angola, 22 de janeiro de 1977), é um jogador da Seleção Portuguesa de Futebol de Praia.
Quando era jovem, João Vítor Saraiva gostava bastante de futebol e chegou a representar o Estoril-Praia nas camadas jovens. Devido à sua artística forma de jogar adquiriu o apelido de Madjer, em homenagem ao famoso jogador do FC Porto, Rabah Madjer. Com o passar do tempo, lesionou-se e ausentou-se dos campos durante algum tempo. No entanto, quando já estava recuperado, participou num torneio amador de futebol de praia e o treinador da seleção portuguesa, João Barnabé, admirando a sua forma de jogar, convidou-o para entrar na seleção.
Desde então, começou logo a deslumbrar com a sua arte na areia: golos, remates fortíssimos e muitas acrobacias, destacando-se os pontapés de bicicleta. Na seleção, Madjer  fez vários amigos, como o brasileiro Alan Cavalcanti, naturalizado português, e levou Portugal à vitória em muitas competições, com destaque para a medalha de ouro na Copa do Mundo de Futebol de Praia de 2001, na Costa do Sauípe, no Brasil.
Madjer conquistou também muitos prémios de melhor jogador e maior marcador de vários torneios, devendo realçar-se o prémio de melhor jogador e melhor marcador, com 21 golos, na Copa do Mundo FIFA de Futebol de Areia de 2006, uma competição que foi organizada pela FIFA. No Brasil, Madjer atuou pela equipe de praia do Botafogo.
A 15 de dezembro de 2015, foi agraciado com o grau de Oficial da Ordem do Infante D. Henrique. A 3 de dezembro de 2019, foi elevado ao grau de Comendador da Ordem do Infante D. Henrique.
Madjer, apesar da sua elevada estatura (1,94 m), era caracterizado por uma extraordinária agilidade e talento driblador. Os pontapés de bicicleta, habitualmente com o seu preferido pé esquerdo, eram uma das suas imagens de marca.
Em 2019, foi considerado, pela prestigiada revista France Football, como o melhor de jogador de futebol de praia de todos os tempos, uma visão já partilhada por vários.

## Títulos

### Clube

#### Cavalieri del Mare Beach Soccer
- Scudetto (Serie A Italiana): 2005

#### Sporting Clube de Portugal
- Campeonato de Elite de Futebol de Praia: 2010, 2016

#### FC Lokomotiv de Moscovo
- Campeonato Russo de Futebol de Praia: 2011;
- Taça Europeia de Clubes de Futebol de Praia: 2013

#### Alanya
- Campeonato Nacional Turco de Futebol de Praia: 2011

#### Al-Ahli Club
- Campeonato Nacional de Futebol de Praia dos EAU: 2012, 2013, 2014
- UAE President's Cup: 2014
- Supertaça dos EAU: 2014

#### Beşiktaş J.K.
- Campeonato Nacional Turco de Futebol de Praia: 2013

### Selecção Portuguesa
- Campeonato do Mundo de Futebol de Praia (3): 2001, 2015, 2019
- Liga Europeia de Futebol de Praia (6): 2002, 2007, 2008, 2010, 2015, 2019
- Taça da Europa de Futebol de Praia (6): 1998, 2001, 2002, 2003, 2004, 2006
- Jogos Europeus (Medalha de Ouro): 2019
- BSWW Mundialito (4): 2003, 2008, 2009, 2012
- Copa Latina (1): 2000

### Individual
- Bola de Ouro da Campeonato do Mundo de Futebol de Praia (2): 2005, 2006
- Bola de Prata da Campeonato do Mundo de Futebol de Praia (2): 2007, 2009
- Bola de Bronze da Campeonato do Mundo de Futebol de Praia (1): 2015
- Melhor marcador do Campeonato Mundial BSWW (2): 2002, 2004
- Bota de Ouro da Campeonato do Mundo de Futebol de Praia (3): 2005, 2006, 2008
- Bota de Prata da Campeonato do Mundo de Futebol de Praia (3): 2009, 2011, 2015
- MVP Beach Soccer (3): 2003, 2005, 2006
- Jogador do Ano Beach Soccer Stars (2): 2015, 2016
- Golo do Ano Beach Soccer Stars (1): 2015
- Equipa do Ano Beach Soccer Stars (2): 2015, 2016
- MVP da Liga Europeia de Futebol de Praia (5): 1999, 2006, 2008, 2009, 2010
- Melhor marcador da Liga Europeia de Futebol de Praia (6): 2001, 2003, 2004, 2006, 2008, 2009
- Prémio Fair Play da Liga Europeia de Futebol de Praia (1): 2005
- Melhor marcador da Liga Europeia de Futebol de Praia (Etapa Portuguesa) (1): 2007
- Melhor marcador da Liga Europeia de Futebol de Praia (Etapa Francesa) (1): 2007
- Melhor marcador da Liga Europeia de Futebol de Praia (Etapa Espanhola) (1): 2004
- Melhor marcador da Taça da Europa de Futebol de Praia (4): 2004, 2009, 2010, 2012
- Melhor marcador da fase de qualificação (UEFA) do Campeonato do Mundo de Futebol de Praia (1): 2011
- MVP do Mundialito de Futebol de Praia (6): 2005, 2007, 2008, 2009, 2010, 2012
- Melhor marcador do Mundialito de Futebol de Praia (5): 2004, 2005, 2008, 2010, 2012
- MVP da Copa Latina (2): 1999, 2000
- Capocannoniere (melhor marcador) da Serie A (2): 2008, 2009
- Capocannoniere (melhor marcador) da Coppa Italia (1): 2008
- MVP do Campeonato Russo de Futebol de Praia (1): 2011
- MVP do Campeonato Nacional Turco de Futebol de Praia (2): 2012, 2013
- Melhor marcador do Campeonato Nacional de Futebol de Praia dos EAU (1): 2012
- Melhor marcador do Mundialito de Clubes (1): 2012

## Filmografia

### Televisão
| Ano  | Título    | Personagem | Nota                        |
| ---- | --------- | ---------- | --------------------------- |
| 2020 | A Máscara | Camaleão   | Convidado (Parte 2 do Ep.8) |